# Кір (Сирія)

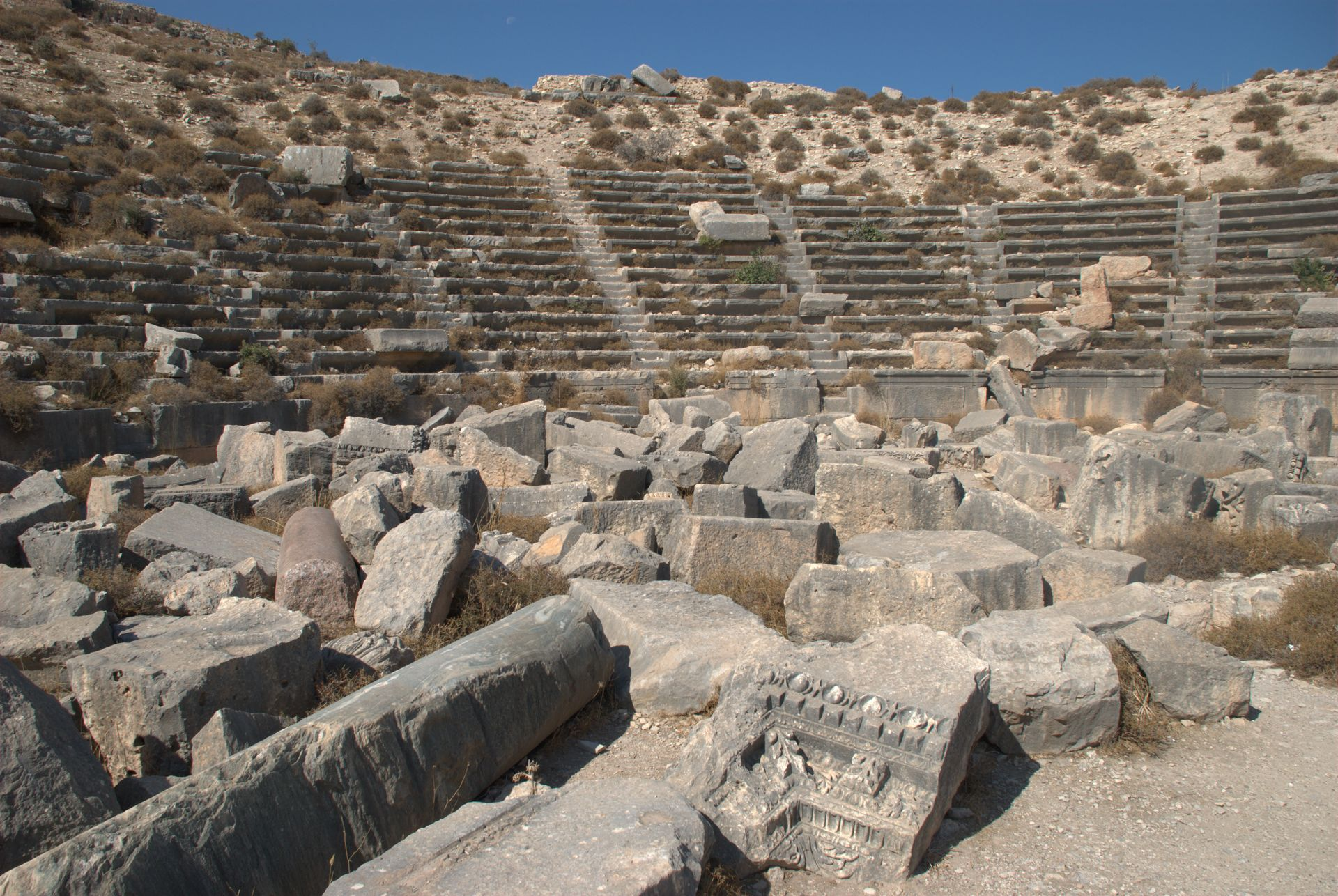
Кірський амфітеатр діаметром 115 м — один з найбільших римських амфітеатрів на території нинішньої Сирії

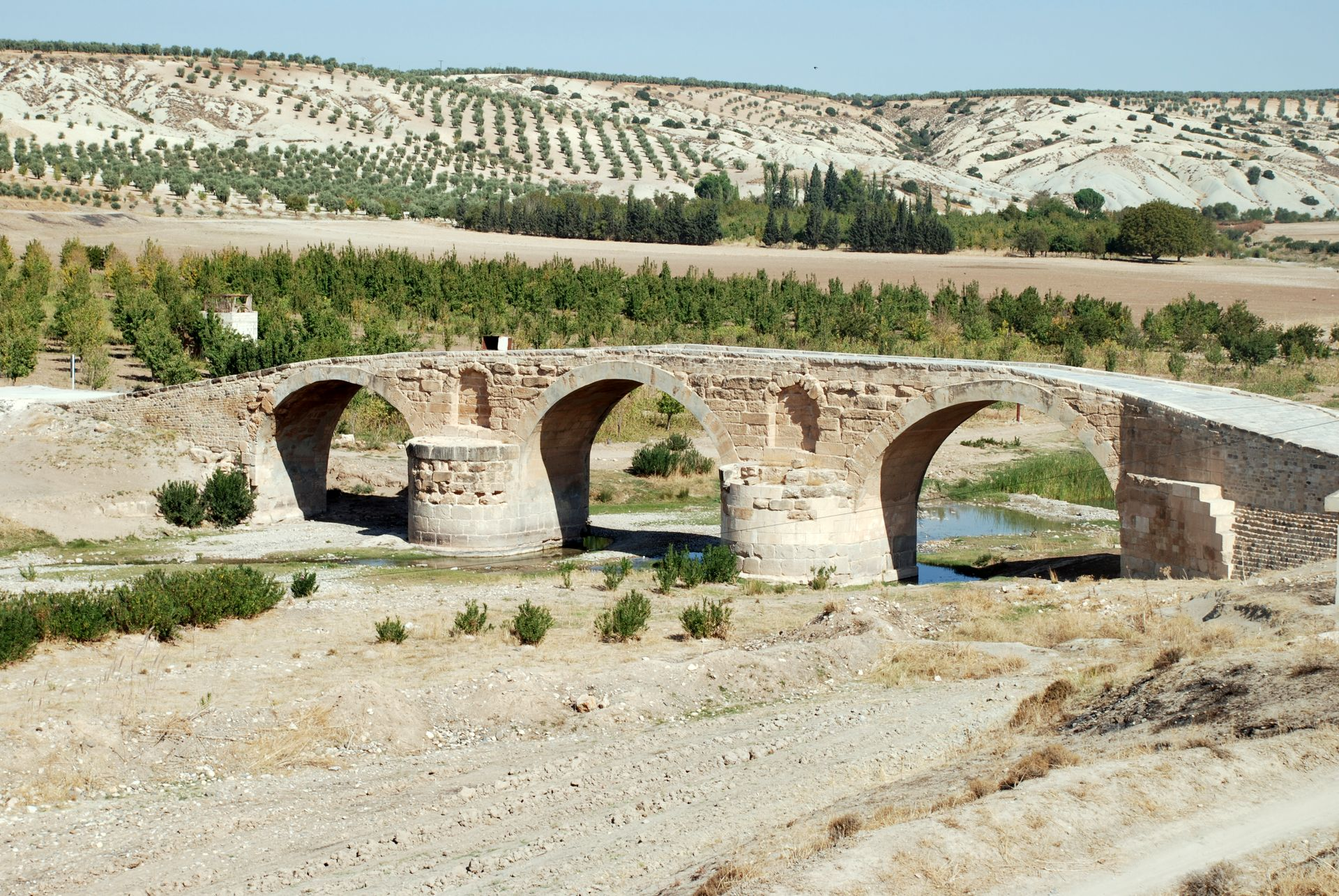
Римський міст у Кірі (нині Небі-Хурі), через річку Афрін (споруда III в. н. е.)

36°44′39″ пн. ш. 36°57′33″ сх. д. / 36.74416667° пн. ш. 36.95916667° сх. д.
Кір, рідше Кірра (дав.-гр. Κύρρος дав.-гр. Κύρρος лат. Cyrrhus араб. حوروس Небі-Хурі) — античне місто в північній Сирії, на шляху з Антіохії до Зевгма. Було назване на честь однойменного македонського міста; за поширеною легендою (починаючи з VI ст.) — на честь перського царя Кіра.

## Місцезнаходження
Руїни Небі-Хурі лежать серед оливкових гаїв за 70 км на північний захід від Алеппо і за 28 км на північ від Аазаза, поблизу кордону з Туреччиною. Найближчий населений пункт, село Дайр Савван, розташоване за 6 км від археологічного місця. У двох кілометрах від нього збереглися два мости споруджені римлянами (III в. н. е.) — найближчий, що перетинає річку Сабун, позначав східний кордон античного міста, другий міст був побудований через річку Афрін.

## Історія
Кір був заснований македонським полководцем Антигоном I близько 300 м до н. е., або на початку III ст. до н. е. Селевкідами. У 64 році до н. е. Кір був завойований Гнеєм Помпеєм і був облаштований як форпост для боротьби римлян із парфянами. Сасаніди розграбували Кір у 256 р. У пізні часи в Кірі шанувалися мощі мучеників Косми і Даміана. Місто розцвіло в епоху Візантійської імперії, ставши центром провінції Киррестика зі своїм єпископом. При Феодориті Кирському Кир став улюбленим місцем паломництва. Незважаючи на зміцнення, шо розпочав Юстиніан в VI столітті, місто впало під натиском арабів в 637 р. За часів хрестових походів аж до 1150 року Кір був частиною Едеського графства. У 1150 місто було завойоване сельджуцьким Атабеком Нур ад-Дін Махмудом. Під владою зангідськіх атабеків місто поступово занепало і було залишене жителями. Від православних храмів нині збереглися руїни, які не підтримуються як музейні артефакти.
Археологічні розкопки в Кірі велися в 1952—1993 рр. групою французьких археологів під керівництвом Эдмона Фрезуля.

## Єпископи Кірські
- Сиріцій (325—341)
- Авгарій (341—359)
- Астерій (359—381)
- Ісидор (381—423)
- Феодорит (423—457)
- Іоанн I (475—484)
- Сергій I (512—532) монофізит

## Сіро-яковитські єпископи
- Іоанн II (630)
- Вакх (793)
- Соломон (798—817)
- Сергій II (817—818)
- Авраам (818—845)
- Ілля (845)
- Аарон (845—846)
- Ісаак I (846—873)
- Сергій III (878—883)
- Гавриїл (897—909)
- Ісаак II (909—922)
- Киріак (922—935)
- Іоанн III (965—985)
- Андрій (985—1003)
- Кирило (1003—1030)

## Знамениті жителі
- Авідій Кассій (бл. 130—175) — римський воєначальник і узурпатор
- Феодорит Кірський (бл.383-457) — візантійський богослов, єпископ Кіра